# Dinastia otomana

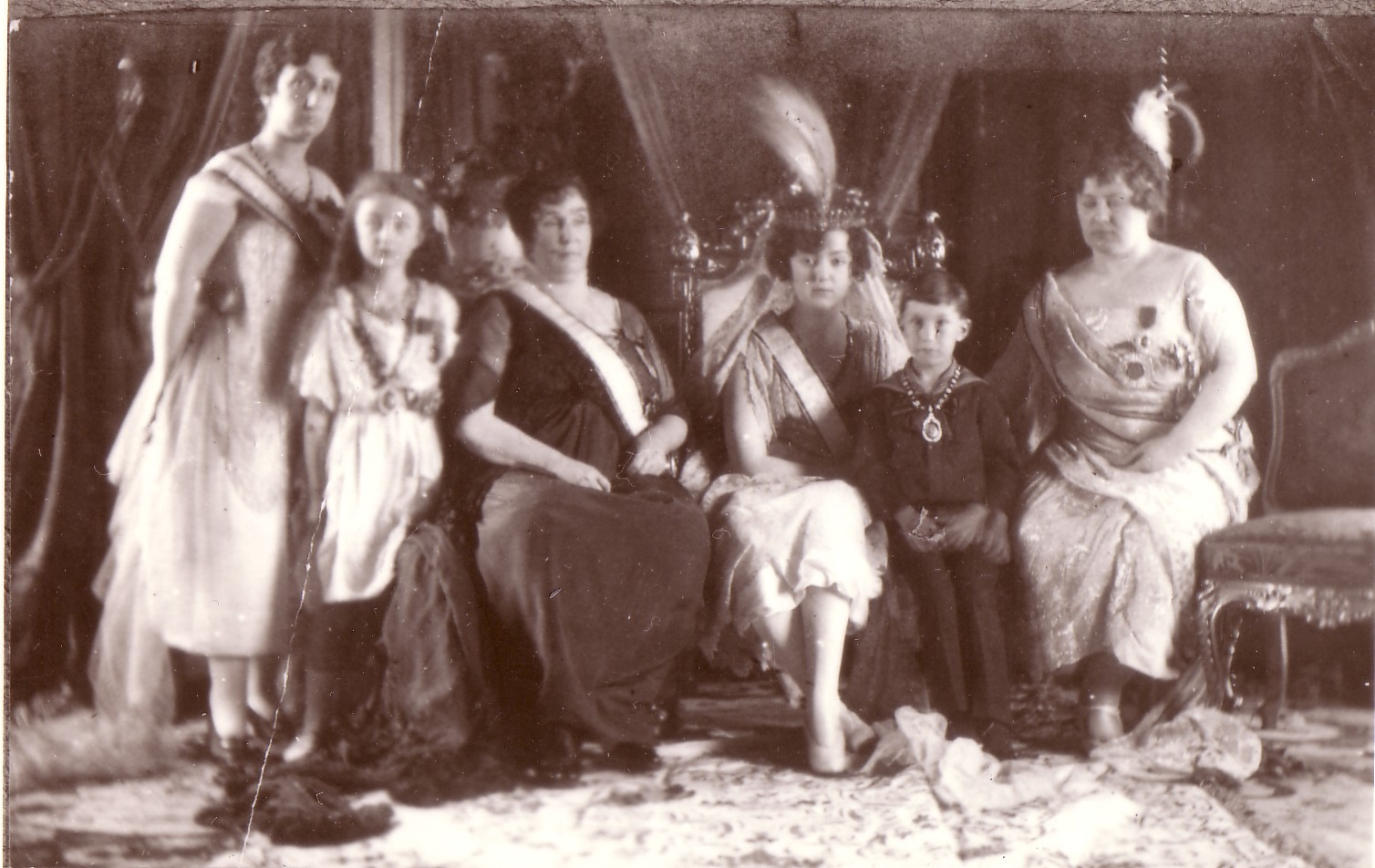
Dia do casamento de Rukiye Sabiha Sultan em 1920, da esquerda para a direita: Fatma Ulviye Sultan, Ayşe Hatice Hayriye Dürrüşehvar Sultan, Emine Nazikeda Kadınefendi, Rukiye Sabiha Sultan, Mehmed Ertuğrul Efendi, Şehsuvar Hanımefendi.

A dinastia otomana ou Casa de Osmã (em turco Osmanlı padişahları) governou o Império Otomano de 1281 a 1923, começando com Osmã I (não contando com o seu pai, Ertogrul), ainda que a dinastia só tenha sido proclamada em 1383 quando Murade I se proclamou sultão. Antes disso, a tribo/dinastia ter-se-á chamado Söğüt, mas mudou de nome para Osmanlı em honra de Osmã.

## Lista dos Chefes da Casa Imperial de Osmã

### Governantes pré-otomanos
- - Salomão Xá (-1227; Bei dos Kaiyi)
  - Ertogrul (1227-1281; Bei dos Kaiyi)

### Governantes Otomanos
- - Osmã I (1281-1326; Bei dos Otomanos)
  - Orcano I (1326-1359; Bei dos Otomanos)
  - Murade I (1359-1389; primeiro Sultão dos Otomanos de 1383) (o Hüdâvendigâr, "Guerreiro de Deus" em Turco arcaico)
  - Bajazeto I, o Raio (Ildirim) (1389-1402)
  - Maomé I, o Cavalheiro (1403-1421)
  - Murade II (1421-1451)
  - Maomé II, o Conquistador(1451-1481) (Foi o primeiro Sultão dos Otomanos a se proclamar César de Roma, após conquistar Constantinopla)
  - Bajazeto II, o Santo (Veli) (1481-1512)
  - Selim I (1512-1520) (Foi o primeiro Sultão dos Otomanos a se proclamar Califa do Islã)
  - Solimão, o Magnífico (1520-1566)
  - Selim II, o Ébrio (Mest) (1566-1574)
  - Murade III, (1574-1595)
  - Maomé III, o Justo (1595-1603)
  - Amade I (1603-1617)
  - Mustafá I (1617-1618)
  - Osmã II (1618-1622)
  - Mustafá I (1622-1623)
  - Murade IV (1623-1640)
  - Abraão I (1640-1648)
  - Maomé IV, o Caçador (1648-1687)
  - Solimão II (1687-1691)
  - Amade II (1691-1695)
  - Mustafá II (1695-1703)
  - Amade III (1703-1730)
  - Mamude I (1730-1754)
  - Osmã III (1754-1757)
  - Mustafá III (1757-1774)
  - Abdulamide I (1774-1789)
  - Selim III (1789-1807)
  - Mustafá IV (1807-1808)
  - Mamude II (1808-1839)
  - Abdul Mejide I, ou Abdulmecide (1839-1861)
  - Abdulazize (1861-1876)
  - Murade V (1876)
  - Abdulamide II (1876-1909)
  - Maomé V (1909-1918)
  - Maomé VI (Vahideddin) (1918-1922)
  - Abdul Mejide II (1922-1924; apenas como Califa)

### Chefes da Família Osmanoğlu (Pós-Otomanos)
- - Abdul Mejide II (1926-1944)
  - Ahmed Nihad (Amade IV) (1944-1954)
  - Osman Fuad (Osmã IV) (1954-1973)
  - Mehmed Abd-ul-Aziz (Maomé VII) (1973-1977)
  - Ali Vâsib (Ali I) (1977-1983)
  - Mehmed Orhan (Maomé VIII) (1983-1994)
  - Ertogrul Osman (Ertogrul II) (1994-2009)
  - Bayezid Osman (Bajazeto III) (2009- 2017)
  - Dündar Aliosman (Dundar I) (2017-2021)
  - Haru Osman (Haru I) (2021-presente)